# Bábjátékos
Bábjátékos, vagy Hasbeszélő, valódi nevén Arnold Wesker egy kitalált szereplő a DC Comics képregényeiben. A szereplőt John Wagner és Alan Grant  alkotta meg. Első megjelenése a Batman 583. számában volt, 1988 februárjában.

## Jellemzése
Bábjátékos (Ventriloquist): más néven Hasbeszélő. Teljes személyiségzavarban szenvedő ember, aki egy Al Caponéról mintázott bábuval, a Sebhelyessel jár. Annyira tökéletesen el tudja változtatni a hangját, hogy azzal Batman számítógépét is megtéveszti. Betegsége révén kettős személyisége van (a Sebhelyes, a gonosz és a Bábjátékos hasbeszélő, aki jó szándékú ember, de kiszolgáltatottja a Sebhelyesnek) és mindkettő annyira elkülönült, hogy egyik sincs tisztában a másik észjárásával, noha ugyanazon agyban vannak. Cselszövései és ötletei zseniálisak, bűnbandája alázatosan követi minden utasításait.

## Más médiákban
Bábjátékost az 1992-es Batman rajzfilmsorozatban (Batman Animated series) láthattuk. A sorozat folytatásában, az 1995-ös The New Batman Adventuresben is feltűnik, igaz mindkét sorozatban egyetlen rész erejéig.